# 大忠臣蔵 (1971年のテレビドラマ)
『大忠臣蔵』（だいちゅうしんぐら）は、全52回にわたり、1971年（昭和46年）1月5日から12月28日まで、NETテレビ（現在のテレビ朝日）系列ほかで（毎週火曜午後9時）に放送されたテレビドラマである。 三船敏郎のテレビ初主演作品。

## 概要
民放番組としては異例ともいえる規模を誇る大作時代劇で、“民放版大河ドラマ“ともいえる作品。
当時よりNHK大河ドラマを意識した、あるいは大河ドラマに対抗するべく立ち上げられた時代劇企画は少なくなかったが、下記の点が当作について、NHK大河ドラマに匹敵する大作として語られる所以となっている。
- 主な役だけではなく、端役に至るまで当時テレビ出演が可能であった大物俳優をこぞって出演させた。
- 当時人気があったタレントやコメディアンも端役などで数多く起用している（コント55号、堺正章など）。
- 主題曲は勇壮なオーケストラであった。なお、作曲者の冨田勲は大河ドラマの音楽を5回担当している。
- 放送期間がまる1年間、1時間枠で全52話という大規模なものであった。

物語は浅野内匠頭の祝言から始まり、江戸城松の廊下の刃傷事件によりおこる赤穂藩の悲劇を経て、多くの名場面を綴りながら討入りに向かっていくという、大石内蔵助たち赤穂浪士を中心に描く、定番の忠臣蔵作品。
江戸城松の廊下の刃傷沙汰については、原因は播州秘伝赤穂塩の製塩法を巡る播州浅野家と吉良家との軋轢が元との解釈を採っている。一年間放映の長丁場を生かして刃傷までの経緯も丁寧に描かれ、事件発生は第5回であった。
既に多くの時代劇で剣豪を演じて固まっていた主演・三船の“強い侍“のイメージを生かし、彼が得意とする殺陣を番組の売りのひとつにする狙いもあって、大石が東軍流剣術の心得があった史実を取り入れ、三船演じる大石を剣の達人に設定、大石が刺客や隠密たちと自ら渡り合う場面がふんだんに描かれた。
既存の原作は用いず、オリジナル脚本で制作することと、忠臣蔵で一般によく知られている挿話については洩らさず取りあげて長丁場を生かすこと、という2点が物語面での方針として徹底されていたといい、公儀隠密を束ねる柳生家が柳沢の意を受けて赤穂浪士たちの討入り阻止のため諜報作戦を展開、その活動が多くのお馴染みの名場面にも絡んでいくという、企業スパイの横行した放映当時の世相も取り込む形で、スパイサスペンスの趣向も盛り込まれた。このため赤穂浪士たちが諜報作戦にも立ち向かいながら本懐を目指す物語となっており、多くの名場面を盛り込んだ、全体として定番の忠臣蔵作品でありながら、挿話それぞれの描き方においてはかなり特徴的な展開がみられ、本作の個性となっている。
最高視聴率は、第50回「討入り その一」の32.8%（「テレビ朝日開局60周年記念 年代別にすべて発表!! 番組視聴率ランキング」の1970年代視聴率ランキング　7位）で、この回は実際の討入りの日であった12月14日に放送されている。
後述のとおり、討入り場面の撮影前に上野介役の市川中車が急逝してしまったため、第47話以降は実弟の市川小太夫が後任として上野介を演じた。
DVD版が発売されており視聴可能である（全13巻・レンタルもあり）。

## スタッフ
- プロデューサー：勝田康三(NET)、西川善男
- 脚本：放映リスト参照
- 音楽：冨田勲
- 演奏：スクリーンミュージック
- 撮影監督：斎藤孝雄
- 美術監督：植田寛
- 撮影：斎藤孝雄、佐藤正
- 美術：植田寛、高山彦三郎、石田良之
- 監督補佐：安井治
- 助監督：安井治、鹿島章弘、尾中洋一、村石宏實
- 編集：阿良木佳弘
- 効果：東宝効果集団
- 殺陣：久世竜、宇仁貫三
- 語り：小山田宗徳
- 監督：放映リスト参照
- 企画制作：NET、三船プロダクション

## 配役

### 浅野家/赤穂藩
- 大石内蔵助：三船敏郎
- 浅野内匠頭：尾上菊之助
- 浅野大学：河原崎建三
- 大石主税：長澄修
- りく：司葉子
- 大石吉千代：中原剛
- 大石くう：斉藤里花
- 瑤泉院：佐久間良子
- 大石無人：辰巳柳太郎
- 大石三平：竜崎勝
- 大野九郎兵衛：伊藤雄之助
- 大野郡右衛門：島田景一郎
- 堀部安兵衛：渡哲也
- 堀部弥兵衛：有島一郎
- 堀部幸：赤座美代子
- 弥兵衛の妻/きち：堀越節子
- 岡野金右衛門：浜村純
- 岡野しず：矢吹寿子
- 不破数右衛門：新克利
- 不破ぬい：伊藤榮子
- 神崎与五郎：中丸忠雄
- 奥田孫太夫：河野秋武
- 富森助右衛門：石田太郎
- 矢頭右衛門七：田村正和
- 矢頭長助：加藤嘉
- 長助の妻/おかつ：露原千草
- 娘/みつ：平林利香
- 娘/すえ：平林美香
- 大高源五：御木本伸介
- 片岡源五右衛門：江原真二郎
- 片岡志津：原知佐子
- 原惣右衛門：香川良介
- 小野寺十内：伴淳三郎
- 小野寺丹女：夏川静枝
- 吉田忠左衛門：中村伸郎
- 吉田沢右衛門：柴田侊彦
- 大石瀬左衛門：三上真一郎
- 赤埴源蔵：フランキー堺
- 礒貝十郎左衛門：長谷川明男
- 礒貝の母/わか：音羽久米子
- 早水藤左衛門：和崎俊哉
- 竹林唯七：砂塚秀夫
- 三村次郎左衛門：左右田一平
- 三村の妻/お葉：金井由美
- 潮田又之丞：横森久
- 潮田の妻/おゆう：島かおり
- 岡島八十右衛門：河原崎長一郎
- 岡野金右衛門(九十郎)：中村賀津雄
- おつや：鮎川いずみ
- 岡野新伍：早川保
- 岡野れん：牧紀子
- 勝田新左衛門：寺田農
- 茅野和助：島田順司
- 杉野十平次：宗方勝巳
- 近松勘六：工藤堅太郎
- 間喜兵衛：野々村潔
- 間十次郎：蜷川幸雄

- 前原伊助：若林豪
- 矢田五郎右衛門：田中浩[3]
- 寺坂吉右衛門：小林昭二
- 萱野三平：石坂浩二
- お軽：山本陽子
- 与市兵衛：菅井一郎
- おかや：浦辺粂子
- 大野定九郎：村井国夫
- 高田郡兵衛：田村高廣
- 内田三郎右衛門：堀雄二
- 内田美弥：珠めぐみ
- 落合与左衛門：清水将夫
- 小山源五右衛門：北竜二
- 進藤源四郎：玉川伊佐男
- 毛利小平太：高橋悦史
- 小山田庄左衛門：中山仁
- 小山田一閃：河津清三郎
- 橋本平左衛門：大出俊
- 八助：美川陽一郎
- 金沢兵庫：丹羽又三郎
- 橋本八十八：井川比佐志
- 橋本くみ：岩本多代
- 萩原兵助：福田豊土
- 荻原弥兵衛：田島義文
- 伴甚太夫：勝部演之
- 皆川庄六：地井武男
- 島彌助：田村亮
- 島その：真屋順子
- 佐枝：小林千登勢
- おたか：園千雅子
- おしの：中野良子
- 小雪：北川美佳
- 定太郎：中村光輝
- お浜：西尾恵美子
- おつた：桜町弘子
- 相羽志乃：中村玉緒
- 志乃の夫/相羽兵庫：林成年
- 兵太郎：山崎亮一
- 粕谷勘左衛門：徳大寺伸
- 加代：柴田美保子
- 戸田局：東郷晴子
- 田中貞四郎：木村博人→宮浩之
- 藤井彦四郎：田口計
- 藤井又左衛門：浅野進治郎
- 安井彦右衛門：小栗一也
- 建部喜六：本郷淳
- 月岡治右衛門：永井秀明
- 多川九左衛門：矢野宣
- 正岡達之進：信欣三
- 加代：徳永礼子
- 玉虫七郎右衛門：川野耕司
- 本家浅野家々老：近藤準
- 三次浅野家々老：湊俊一
- 瑤泉院の腰元：毛利幸子、川口節子
- 江戸藩士：鈴木治夫
- 三次浅野家腰元：伊藤清美

### 吉良家・上杉家
- 吉良上野介：市川中車→市川小太夫（中車の急逝に伴い実弟の小太夫に交代。第47回の番組冒頭では、本編放映に先立ち小太夫が黒紋付姿で登場し、上野介姿の亡兄の遺影を傍らに立て、兄の急逝と上野介役の引き継ぎについて、視聴者に向けた異例の口上を行っている。）
- 千坂兵部[4]：丹波哲郎
- 吉良義周（左兵衛）：中村米吉
- 小林平八郎：芦田伸介[5]
- 清水一学：天知茂
- おせい：長谷川峯子
- 上杉綱憲：天田俊明
- 上杉吉憲：池田秀一
- 松原多仲：神田隆
- 鳥居利右衛門：大友柳太朗
- 鳥居の娘/おせつ：梓英子
- 鳥居の妻/おふじ：橘公子
- 宮石新左衛門：村上冬樹
- 山之辺一平:戸上城太郎
- 大須賀治部右衛門：睦五朗
- 斉藤清左衛門：今井健二
- 関三郎兵衛：奥野匡
- 山際三左衛門：富田仲次郎
- 津田又兵衛：北城寿太郎
- 榊原平右衛門：久富惟晴
- 荒巻一心斉：青木義朗
- 高坂：小笠原弘
- 山崎：大里健太郎
- 岸川：原田力
- 浪岡清之助：仲村絋一
- 侍：北村晃一
- 侍：藤森達雄

### 幕府関係者 他
- 徳川綱吉：高橋昌也
- 柳沢吉保（側用人）：神山繁
- 桂昌院：高杉早苗
- 脇坂淡路守：中村錦之助
- 仙石伯耆守（大目付）：市村竹之丞
- 柳生俊方：仲谷昇
- 松平紀伊守（京都所司代）：佐藤慶
- 戸川備前守（勘定奉行）：北上弥太郎
- 稲葉丹後守（老中）：細川俊夫
- 土屋相模守（老中）：明石潮
- 阿部豊後守（老中）：岡部正
- 伊達左京亮：中吉卓郎
- 土屋主税：土屋嘉男
- 梶川与惣兵衛：稲葉義男
- 多門伝八郎（目付）：中村竹弥
- 戸田采女正：山本耕一
- 戸田源五右衛門（戸田家）：佐々木孝丸
- 小山孫六：清水一郎
- 佐々小左衛門：山崎直樹
- 進藤八郎右衛門：宇佐美淳也
- 石束源五兵衛：見明凡太郎
- お蘭（柳生の隠密）：上月晃
- 加倉井林蔵（公儀隠密の頭領）：高松英郎
- 山田新之助：堀田真三
- 上島源之助：相原巨典
- 平野半平：原鉄
- 建部政宇（京/伏見奉行）：加藤武
- 青山若狭守：加賀邦男
- 大友近江守：夏川大二郎
- 禹助：露口茂
- 与助：上野山功一
- 耳助：滝川潤
- 覚雲：天本英世
- 久六：大木正司
- お梅：二本柳敏恵
- 三島三六：石橋雅史
- 五条竜太：内田勝正
- 唖の三蔵：永山一夫
- 鬼丸祐之進：山本清
- 滝立仙：山形勲
- 滝うめ：津島恵子
- 滝雪太郎:吉田次昭

- 丸木七之介：千波丈太郎
- 遠藤三左衛門：川合伸旺
- 川上十兵衛：長島隆一
- 金子市之助：宮口二郎
- 畠山民部（高家）：田中志幸
- 本多和泉守（大坂東町奉行）：中村梅之助
- 松野河内守（大坂西町奉行）：北原義郎
- 西野信之助：伊達三郎
- 宗達：田川恒夫
- 宗円：広田竜治
- 田村右京大夫：武内亨
- 山田五郎右衛門（田村家）：松尾文人
- 庄田下総守（大目付）：幸田宗丸[6]
- 大久保権右衛門（目付）：西田昭市[7]
- 栗崎道有（御典医）：宮口精二
- 坂木養慶：伊沢一郎
- 浅野本家家老：近藤準
- 浅野三次家家老：湊俊一
- 大友修理（脇坂家）：北沢彪
- 榊原幸右衛門（伊達家）：真弓田一夫
- 荒木十左衛門（目付）：永井玄哉
- 榊原采女（目付）：加地健太郎
- 成川増右衛門：小山源喜
- 長沢典膳：織本順吉
- 辻村平左衛門：滝田裕介
- 岡田荘太夫：高木二朗
- 室生竜介：木村博人
- 長山佐馬之助：沢村昌之助
- 谷村友之進：多田幸雄
- 野村孝之進（旗本）：森山周一郎
- 黒沼弥兵衛：松枝錦治
- 室井要介：笠原弘孝
- 山田源八：柿木香二
- 忠助：金内喜久夫
- 鴨坂伴内：池田忠夫
- 黒太夫：木村元
- 荒木：弘松三郎
- 近藤（仙石家用人）：牧田正嗣
- 八木市太夫：柄沢英二
- 安場一平：小林亘
- 老中：吉頂寺晃
- 控えの間の侍：緒方燐作
- 奉行所役人：立川雄三
- 奉行所役人：大木史朗

### その他
- 立花左近：松本幸四郎
- 俵星玄蕃：勝新太郎
- 天野屋利兵衛：中村翫右衛門
- 木屋太兵衛：曾我廼家五郎八
- 夕霧：池内淳子
- お藤：花柳小菊
- 堀内伝右衛門（細川家）：志村喬
- 兼康祐元：曾我廼家明蝶
- 久兵衛：桂小金治
- お紋：京塚昌子
- 松吉：堺正章
- 祐海：島田正吾
- 戒首座/和尚：小杉勇
- 公弁法親王：東千代之介
- 細井広沢：原保美
- 山田宗徧：岡田英次
- 山田宗徧の娘/千代：十朱幸代
- おまき：小山明子
- 山口左全：十朱久雄
- 堀内源太左衛門：平田昭彦
- 奈良屋茂左衛門：三島雅夫
- 宝井其角：尾上菊蔵
- 村田喜大夫：安部徹
- 鍵屋市兵衛：田崎潤
- 大友近江守：夏川大二郎
- 魚定：三角八郎
- 米三/畳屋：柳谷寛
- 次郎吉：坂上二郎（コント55号）
- 金三：萩本欽一（コント55号）
- 与助：関敬六
- お松：玉川スミ
- 和助/浜子頭：堺左千夫
- 吉：小川安三
- 与右衛門：田武謙三
- 佐兵衛：高桐真
- 大庄屋彦左衛門：内田朝雄
- 三浜五郎兵衛：佐伯徹
- 三州屋九太夫：清水元
- 北村嘉助：宮川洋一
- おとよ：磯野洋子
- 濱田庫之介/同心：江原達怡
- 留吉：人見きよし
- 為五郎：大泉滉
- 丑五郎：小松方正
- 朴兵衛：花沢徳衛
- おはつ：二木てるみ
- 忠吉：香川秀人
- お米：清水美佐子
- おさん：村田芙実子
- 青木又之進：黒木進
- 和泉屋茂兵衛：永田靖
- お浜：西尾恵美子
- 朝吉：小林勝彦
- 魚定：三角八朗
- 弥市：住吉正博
- 三吉：桂小かん
- 佐藤條右衛門：田中春男
- 堀部九十郎：杉山渥典
- 磯貝の兄/内藤万右衛門：小瀬格
- 源蔵の兄/塩山伊左衛門：溝井哲夫
- 山尾十兵衛（細川家）：河村弘二
- 松井源兵衛（細川家）：中原成男
- 鵜飼惣右衛門（毛利家）：石井宏明
- 講釈師：ケーシー高峰
- 健太：宮城けんじ（Wけんじ）
- 健次：東けんじ（Wけんじ）
- 和泉屋源兵衛：島田洋介
- お初：今喜多代
- 礼次：正司玲児（正司敏江・玲児）
- お敏：正司敏江（正司敏江・玲児）
- ぴゅん助：雷門助六
- 門番：鮎川浩
- 源十：池田忠夫
- 光右衛門：青沼三郎
- 庄右衛門：土方弘
- お絹：利根はる恵
- 煙管売り：菅沼赫
- 宿の亭主：杉田俊也

- 弥太郎：穂積隆信
- 次郎兵衛：天草四郎
- 棟梁/吉兵衛：浜田寅彦
- お蝶：水原麻紀
- 中村哲之助：渡辺明
- 百姓：左奈田恒夫
- 百姓：上田忠好
- 五平：里木左甫良
- 万六：矢野目がん
- 源太：中村是好
- 与太郎：石浜祐次郎
- 幇間：桜川ぴん助
- すえ：伊東ひでみ
- たみ：西山真砂
- おしん：奈美悦子
- 小太夫：八代万智子
- お才：赤木春恵
- 平吉：三井弘次
- 善兵衛：木田三千雄
- 万助：向井淳一郎
- 一八：丘寵児
- 比丘尼：小松紀子
- 町村：三島新太郎
- 夕顔：藤本三重子
- 筆安東庵：瀬良明
- 茂左衛門：立岡晃
- 左兵衛：山本郷一
- 平助：大前亘
- 忠助：飯沼慧
- 藤村：岡本隆
- お花：藤江リカ
- 永井：田中浩
- 足助：永井譲滋
- 吉兵衛：松山照久
- 勘六：中井啓輔
- 理助：森本景武
- お浜：霧島八千代
- 島崎：沼田曜一
- お栄：工藤明子
- 半次：牧伸二
- お琴：岡田可愛
- 谷村長助：稲吉靖
- お崎：沢田雅美
- 芸者置屋女将：藤里まゆみ
- 梅奴：小畑通子
- 芳兵衛：村上不二夫
- お菊：吉永倫子
- 野間屋久兵衛：福山象三
- 調べ役：北九州男
- 本間兵衛：南川直
- 三吉：田村保
- 武士：森脇邦浩
- 武士：山波宏
- 市左衛門：中村公三郎
- お花：和田幾子
- 助五郎：桂淳平
- 牢屋同心：瀬川新蔵
- 次郎作：鈴木慎
- 畑野藤左衛門：刈谷潤
- お信：深町稜子
- 善作：市川祥之助
- 半太郎：河合憲
- 与次郎：江藤潤
- 容吉：高瀬美樹
- 庄吉：中村上治
- 小女：間島純
- 茂十：池田生二
- 竿竹屋：小高まさる
- 御典医：日恵野晃
- 赤穂の町人：佐田豊
- 隈部：藤木卓
- 砥師：稲川善一
- 番頭：鈴木志郎
- 塩山家女中：本庄和子
- 牛乳運びの老婆：辻伊万里
- 小山屋の主人：高松政雄
- 小山屋の小僧：藤田漸
- 水野家の門番：東洋健児

- 加藤茂雄
- 田辺和佳子
- 光秋次郎
- 坪野鎌之
- 寺内将
- 高橋義治
- 越後憲
- 石山克己
- 伊藤実
- 新井勇
- 舘敬介
- 津野哲郎
- 田中一
- 川瀬裕之
- 東静子
- 松本朝夫
- 中村靖之介
- 青山宏
- 志水辰二郎
- 大島光幸
- 山本加津江
- 横田善子
- 江島和子
- 波戸崎徹
- 泉田洋志
- 由起卓也
- 君塚正純
- 伊藤信明
- 蔦谷伸一郎
- 榊田敬二
- 中山剣吾
- 荒木保夫
- 中西英介
- 松風はる美
- 新井一夫

- 津々井巧二
- 小沢憬子
- 山内俊和
- 今西正男
- 佐藤萬里
- 益海愛子
- 鈴木馨介
- 加藤真知子
- 相原昇
- 余村吾郎
- 花村えいじ
- 渡辺貞男
- 森下明
- 岡豊
- 林きく子
- 石堂洋子
- 逸見慶子
- 遠山智英子
- 山之辺潤子
- 小倉康子
- 桔梗恵二郎
- 滝左太郎
- 園八雲
- 阿部希郎
- 鶴賀二郎
- 北見治一
- 橋本仙三
- 邦創典
- 横山勝
- 建部道子
- 金子幸枝
- 角谷恵美子
- 野間洋子
- 沢田清
- 佐久間三雄

- 渋谷健三
- 野月かつや
- 児玉裕一
- 最上龍二郎
- 水野善行
- 宮島誠
- 岡本隆
- じん弘
- 石川冷
- 桂南次
- 松本啓子
- 中富美穂
- 山口譲
- 国井正広
- 戸沢祐介
- 佐藤勝貫
- 石橋健
- 仁内達之
- 山村晋平
- 大阪憲
- 柳田金一
- 井口義亮
- 平井忠
- 久本昇
- 藤原英昭
- 小坂生男
- 大川義幸
- 北村大造
- 沢井三郎
- 三船プロ七曜会
- 天知プロ
- 浪曼劇場
- 前進座
- 新国劇
- 中森昌三/鎌倉能の会

## 放映リスト
| 話 数 | 放送日        | サブタイトル        | 脚本            | 監督     |
| ----- | ------------- | ------------------- | --------------- | -------- |
| 1     | 1971年1月5日  | 風雲はらむ赤穂城    | 高岩肇          | 土居通芳 |
| 2     | 1971年1月12日 | 渦巻く黒い霧        | 高岩肇 土居通芳 | 土居通芳 |
| 3     | 1971年1月19日 | 美しき士魂          | 宮川一郎        | 村山三男 |
| 4     | 1971年1月26日 | 耐えがたき日々      | 宮川一郎        | 村山三男 |
| 5     | 1971年2月2日  | 元禄の一番長い日    | 高岩肇 土居通芳 | 土居通芳 |
| 6     | 1971年2月9日  | 悲報赤穂へ          | 宮川一郎        | 西山正輝 |
| 7     | 1971年2月16日 | 大いなる決断        | 宮川一郎        | 西山正輝 |
| 8     | 1971年2月23日 | 暗躍する隠密群      | 池田一朗        | 古川卓己 |
| 9     | 1971年3月2日  | 大評定              | 池田一朗        | 古川卓己 |
| 10    | 1971年3月9日  | 葬られた嘆願書      | 池田一朗        | 村山三男 |
| 11    | 1971年3月16日 | 神文血判            | 池田一朗        | 村山三男 |
| 12    | 1971年3月23日 | 赤穂城の落日        | 池田一朗        | 土居通芳 |
| 13    | 1971年3月30日 | 下級武士            | 池田一朗        | 村山三男 |
| 14    | 1971年4月6日  | 瑤泉院の持参金      | 池田一朗        | 丸輝夫   |
| 15    | 1971年4月13日 | 髷斬り魔            | 池田一朗        | 土居通芳 |
| 16    | 1971年4月20日 | 柳生の隠密          | 池田一朗        | 村山三男 |
| 17    | 1971年4月27日 | 公儀への一戦        | 柴英三郎        | 土居通芳 |
| 18    | 1971年5月4日  | 分裂                | 柴英三郎        | 西山正輝 |
| 19    | 1971年5月11日 | 静かなる対決        | 柴英三郎        | 西山正輝 |
| 20    | 1971年5月18日 | 哀しき士情          | 柴英三郎        | 土居通芳 |
| 21    | 1971年5月25日 | 女間者              | 柴英三郎        | 村山三男 |
| 22    | 1971年6月1日  | 第一の脱落者        | 柴英三郎        | 村山三男 |
| 23    | 1971年6月8日  | 大石伏見に遊ぶ      | 池田一朗        | 西山正輝 |
| 24    | 1971年6月15日 | 見えざる魔手        | 池田一朗        | 土居通芳 |
| 25    | 1971年6月22日 | 悲恋お軽勘平 その一 | 柴英三郎        | 西山正輝 |
| 26    | 1971年6月29日 | 悲恋お軽勘平 その二 | 柴英三郎        | 西山正輝 |

| 27 | 1971年7月6日   | 秘めたる慕情             | 柴英三郎 | 土居通芳 |
| 28 | 1971年7月13日  | 死を賭けた探索           | 柴英三郎 | 西山正輝 |
| 29 | 1971年7月20日  | 浪花に散った恋           | 池田一朗 | 村山三男 |
| 30 | 1971年7月27日  | 刺客群山科へ             | 池田一朗 | 土居通芳 |
| 31 | 1971年8月3日   | 男の盟約                 | 池田一朗 | 西山正輝 |
| 32 | 1971年8月10日  | 紅蓮の隅田川密議         | 柴英三郎 | 土居通芳 |
| 33 | 1971年8月17日  | 山科の別れ               | 池田一朗 | 村山三男 |
| 34 | 1971年8月24日  | 若き獅子たち             | 柴英三郎 | 西山正輝 |
| 35 | 1971年8月31日  | 琴をひく女               | 池田一朗 | 土居通芳 |
| 36 | 1971年9月7日   | 若き義士の母二人         | 池田一朗 | 村山三男 |
| 37 | 1971年9月14日  | 天野屋利兵衛は男でござる | 池田一朗 | 西山正輝 |
| 38 | 1971年9月21日  | 大石東下り               | 柴英三郎 | 村山三男 |
| 39 | 1971年9月28日  | 暁の江戸潜入             | 柴英三郎 | 西山正輝 |
| 40 | 1971年10月5日  | 吉良家の人々             | 柴英三郎 | 西山正輝 |
| 41 | 1971年10月12日 | 決闘 堀部安兵衛          | 池田一朗 | 土居通芳 |
| 42 | 1971年10月19日 | 槍の俵星玄蕃             | 池田一朗 | 村山三男 |
| 43 | 1971年10月26日 | 散りいそぐ義士           | 池田一朗 | 土居通芳 |
| 44 | 1971年11月2日  | 敵を恋うる女             | 池田一朗 | 土居通芳 |
| 45 | 1971年11月9日  | 目ざすは本所松坂町       | 柴英三郎 | 土居通芳 |
| 46 | 1971年11月16日 | いずこの空や十四日       | 柴英三郎 | 土居通芳 |
| 47 | 1971年11月23日 | 四十八人目の男           | 柴英三郎 | 西山正輝 |
| 48 | 1971年11月30日 | 雪の十二月十四日         | 池田一朗 | 西山正輝 |
| 49 | 1971年12月7日  | 南部坂雪の別れ           | 池田一朗 | 西山正輝 |
| 50 | 1971年12月14日 | 討入り その一            | 池田一朗 | 村山三男 |
| 51 | 1971年12月21日 | 討入り その二            | 池田一朗 | 村山三男 |
| 52 | 1971年12月28日 | 切腹                     | 池田一朗 | 村山三男 |

## 制作背景
NET所属の勝田康三プロデューサーが当作の現場指揮を任された際、制作局長・田中亮吉より、作品について、既存の原作は用いず、オリジナル脚本で制作することと、忠臣蔵で一般によく知られている挿話については洩らさず取りあげる、という先述の方針を指示された。勝田はエラい仕事が来た、と思いつつ肚を決め、脚本家たちを選んで、メイン格に選んだ池田一朗（後の作家・隆慶一郎）と共に、東京で旅館に籠もって企画を練った。旅館で資料として約200冊の関連書を読み込んだが、既存作を取り入れないとの上記の条件もあっただけに、作家が創作した挿話を知らずに脚本に取り込む形になるのを避けるため、読破したうえで物語造りを進める意図が大きかったとのこと。
制作は三船率いる三船プロで、同プロにとってもテレビへの本格進出に乗り出した正念場の作品だったが、東映がNETでの三船プロ制作に反発したため、NETの田中制作局長が東映・大川博社長と交渉、結局、三船を東映作品に出演させる約束をして、三船プロ制作を納得してもらった。田中はその上で、佐久間良子（当時東映所属）の当作への出演を大川に了解させ、粘り腰を見せた。
大物俳優を集めたためにそれぞれのスケジュール調整が困難だったこともあってか、序盤ないし中盤にレギュラー或いはセミレギュラーとして四十七士役で出演していた何人かは、終盤の討入りの回に登場しないという事態が起きている。

## 放映ネット局
△は同時ネット、※は遅れネット
★宮城テレビ、北陸放送、信越放送、南日本放送では1月4日に放映が開始されており（いずれも月曜21:00から）、その後もキー局のNETテレビより一日早く放映されていた。
放送時間については当時の『週刊TVガイド』（東京ニュース通信社、1971年1月。発行日不明）に掲載されていた番宣広告より 。
- NETテレビ
- 北海道テレビ放送△
- 青森テレビ（放送当時TBS系列とのクロスネット局）★
- 岩手放送※（TBS系列。月曜22:00から）
- 秋田放送※（日本テレビ系列。水曜21:30から）
- 山形放送※（日本テレビ系列。水曜21:30から）
- 宮城テレビ（放送当時日本テレビ系列とのクロスネット局）★
- 福島中央テレビ（放送当時フジテレビ系列とのクロスネット局だったが、放送途中の1971年10月1日からは日本テレビ系列とのクロスネット局に転換）△
- 新潟総合テレビ※（放送当時フジテレビ系列・日本テレビ系列とのクロスネット局。。月曜22:00から）
- 北日本放送※（日本テレビ系列）
- 北陸放送（TBS系列）★
- 福井放送※（放送当時日本テレビ系列単独加盟局。水曜21:30から）
- 山梨放送※（日本テレビ系列）
- 信越放送（TBS系列）★
- 静岡放送※（TBS系列。水曜22:30から）
- 名古屋テレビ放送※（放送当時日本テレビ系列とのクロスネット局。木曜21:00から）
- 毎日放送（放送当時NET系列）△
- 山陰放送※（TBS系列）
- 岡山放送（放送当時フジテレビ系列とのクロスネット局、免許エリアは岡山県のみ）
- 広島ホームテレビ※（火曜21:30から）
- 山口放送※（日本テレビ系列。火曜21:00から）
- 四国放送※（日本テレビ系列）
- 瀬戸内海放送（放送当時免許エリアは香川県のみ）★
- 南海放送※（日本テレビ系列）
- 高知放送※（日本テレビ系列）
- 九州朝日放送△
- 長崎放送※（TBS系列。火曜21:00から）
- 熊本放送※（TBS系列。日曜22:30から）
- テレビ大分※（放送当時フジテレビ系列・日本テレビ系列とのクロスネット局。日曜22:30から）
- 宮崎放送※（TBS系列。金曜22:30から）
- 南日本放送※（TBS系列）★
- 琉球放送※（TBS系列。火曜21:00から）